# أحمد عمي
أحمد عمي (بالهولندية: Ahmed Ammi)‏ لاعب هولندي من أصول مغربية إزداد 19 يناير 1981 في تمسمان في إقليم الناظور. منطقة الريف في شمال المغرب. يلعب كمدافع أيمن. .

## السيرة الذاتية
إزداد في المغرب وأتى إلى هولندا في إطار التجمع العائلي وهو في عمر صغير، هناك إنضم إلى فريق أس في بليريك وبليريك بلدة صغيرة جوار مدينة فينلو في إقليم ليمبورخ الهولندي. في فريق بليريك تألق جيدا في لعبه لذلك تمكن من الإتحاق إلى فريق شبان في في في فنلو أين لعب مبارته الأولى مع الفريق الأول لفي في في فينلو في موسم 2000-2001. ويوم 7 دجنبر 2006 تعاقد مع فريق ناك بريدا لمدة 3 سنوات ابتدأت بموسم 2007-2008. وبمدة قليلة بعد ذلك طول الفريق العقد معه إلى أجل 30-06-2010

## أرقام
| موسم    | النادي         | الدولة | مبارات | أهداف |
| ------- | -------------- | ------ | ------ | ----- |
| 2001/02 | في في في فينلو | هولندا | 20     | 0     |
| 2002/03 | في في في فينلو | هولندا | 32     | 1     |
| 2003/04 | في في في فينلو | هولندا | 34     | 1     |
| 2004/05 | في في في فينلو | هولندا | 26     | 0     |
| 2005/06 | في في في فينلو | هولندا | 33     | 0     |
| 2006/07 | في في في فينلو | هولندا | 18     | 1     |
| 2007/08 | ناك بريدا      | هولندا | 10     | 1     |
| مجموع:  |                |        | 173    | 4     |

## روابط خارجية
- أحمد عمي على موقع قاعدة بيانات كرة القدم.إي يو (الإنجليزية)
- أحمد عمي على موقع Soccerway.com (الإنجليزية)
- أحمد عمي على موقع كووورة